# Portello
Portello est un quartier de Milan, qui fait partie de la Zone 8 de l'agglomération Milanaise.
Ce quartier est très connu car il abrite depuis de nombreuses décennies les pavillons du siège urbain de FieraMilanoCity de la Foire de Milan, réalisés au cours des années 1980.

## Histoire
Les ateliers de l'usine Alfa Romeo de Portello étaient implantés dans la zone à cheval sur le périphérique extérieur de Milan. Cette usine a été démantelée dans les années 80.
Les pavillons de la Foire, situés au sud du périphérique, ont été inaugurés en 1997. À cette occasion la surface d'exposition a été augmentée de 74 000 m2 ce qui lui permet d'offrir 348 230 m2 de halls d'exposition. L'ouvrage, réalisé sans aucune subvention publique, représenta la première intervention de reconversion de terrains industriels à grande échelle de l'après guerre à Milan.
Actuellement les travaux de reconversion de la zone au nord du périphérique sont en cours. Sur cet immense terrain, un nouveau quartier résidentiel et un centre commercial sont en cours de construction et un parc public reliera les deux quartiers.

## Origine du nom Portello
Le nom Portello provient de la Route communale du Portello, un ancien chemin rural qui reliait la capitale lombarde Milan à la ville de Rho, créée au début du XIXe siècle, remplacé par la route nationale SS 33, baptisée route du Simplon.  
La route du Portello, qui correspond à l'actuelle Via Traiano, avait été nommée ainsi en raison de la présence d'une porte située dans les fortifications de la ville qui est située tout près de la gare de Milan-Cadorna.